# Suchy Dąb (gemeente)
De gemeente Suchy Dąb is een landgemeente in het Poolse woiwodschap Pommeren, in powiat Gdański.
De gemeente bestaat uit 8 administratieve plaatsen solectwo : Grabiny-Zameczek, Koźliny, Krzywe Koło, Osice, Ostrowite, Steblewo, Suchy Dąb, Wróblewo
De zetel van de gemeente is in Suchy Dąb.
Op 30 juni 2004 telde de gemeente 3769 inwoners.

## Oppervlakte gegevens
In 2002 bedroeg de totale oppervlakte van gemeente Suchy Dąb 84,98 km², waarvan:
- agrarisch gebied: 85%
- bossen: 0%

De gemeente beslaat 10,71% van de totale oppervlakte van de powiat.

## Demografie
Stand op 30 juni 2004:
| Omschrijving                   | Totaal | Totaal | Vrouwen | Vrouwen | Mannen | Mannen |
| ------------------------------ | ------ | ------ | ------- | ------- | ------ | ------ |
| eenheid                        | aantal | %      | aantal  | %       | aantal | %      |
| inwoners                       | 3769   | 100    | 1828    | 48,5    | 1941   | 51,5   |
| bevolkingsdichtheid (inw./km²) | 44,4   | 44,4   | 21,5    | 21,5    | 22,8   | 22,8   |

In 2002 bedroeg het gemiddelde inkomen per inwoner 1728,58 zł.

## Plaatsen zonder de statussołectwo
Grabina-Duchowne, Grabowe Pole, Grabowo, Krzywe Koło-Kolonia, Ptaszniki

## Aangrenzende gemeenten
Cedry Wielkie, Lichnowy, Ostaszewo, Pruszcz Gdański, Pszczółki, Tczew